# Queen of the Nile
"Queen of the Nile" is een aflevering van de Amerikaanse televisieserie The Twilight Zone. Het scenario werd geschreven door Jerry Sohl, een ghostwriter voor Charles Beaumont.

## Plot

### Opening
Rod Serling stelt de kijker voor aan Jordan Herrick, een journalist en columnist wiens werk al in honderden kranten is verschenen. Hij is van nature een cynicus en neemt niet snel iets voor waar aan. Vandaag zal hij filmster Pamela Morris gaan interviewen. Maar wat hij niet beseft is dat hij nu in het gezicht kijkt van de Twilight Zone.

### Verhaal
Pamela Morris, een beroemde filmactrice, wordt geïnterviewd door Jordan Herrick. Tijdens het gesprek komt onder andere Pamela’s schijnbaar onuitputtelijke jeugdigheid ter sprake. Jordan vermoedt namelijk dat er iets met Pamela aan de hand is. Ook is hij van mening dat zij en Constance Taylo, een filmster die jaren geleden beroemd was, een en dezelfde zijn.
Lange tijd zwijgt ze hierover, maar uiteindelijk onthult ze dat een scarabee-amulet dat ze bij zich draagt de sleutel is van haar jeugd. Dit beeldje zuigt de levensenergie uit anderen en geeft die aan haar. Jordan zal dit nieuws echter niet openbaar maken, want hij is zelf al het slachtoffer geworden van de scarabee. Zijn lichaam vergaat tot stof terwijl zijn energie over gaat op Pamela.
Aan het eind van de aflevering ontdekt de kijker dat Pamela in werkelijkheid Nefertiti is, en dat ze op deze manier al eeuwen bestaat.

### Slot
In zijn slotdialoog vertelt Rod Serling de kijker dat iedereen Pamela kent als filmactrice. Maar heeft ze wellicht nog aan ander naam? Een Egyptische naam van eeuwen geleden? Hij adviseert de kijkers niet te nieuwsgierig te worden naar de antwoorden op deze vragen, anders zou men weleens zo kunnen eindigen als Jordan.

## Rolverdeling
- Ann Blyth : Pamela Morris/Constance Taylor
- Lee Philips : Jordan Herrick
- Celia Lovsky : Viola Draper
- Frank Ferguson : Krueger
- Ruth Phillips : huishoudster

## Trivia
- Deze aflevering staat op volume 28 van de dvd-reeks.
- De beelden van Herrick die ouder wordt, zijn een oude filmtruc: hetzelfde type als gebruikt in "Long Live Walter Jameson".
- De beelden van het lichaam van het slachtoffer dat stof wordt, zijn gerecyclede beelden uit "Lang leve Walter Jameson".
- Het thema van een vrouw die mannen verleidt en vermoordt om onsterfelijk te blijven, komt voor in het klassieke gedicht "La Belle Dame sans Merci"